# Eckart Berkes
Pour les articles homonymes, voir Berkes.
Eckart Berkes  (né le 9 février 1949 à Worms - mort en septembre 2014 à Leimen) est un athlète allemand, spécialiste du 110 mètres haies.

## Biographie
Il remporte le titre du 60 m haies lors des Championnats d'Europe en salle 1971, à Sofia, en Bulgarie, en devançant dans le temps de 7 s 8 le Soviétique Aleksandr Demus et l'Italien Sergio Liani . 
Il remporte le titre du 110 m haies des Championnats d'Allemagne en 1973.

### Palmarès
| Date | Compétition                    | Lieu  | Résultat | Épreuve    |
| ---- | ------------------------------ | ----- | -------- | ---------- |
| 1971 | Championnats d'Europe en salle | Sofia | 1er      | 60 m haies |

### Records
| Épreuve     | Performance | Lieu   | Date            |
| ----------- | ----------- | ------ | --------------- |
| 50 m haies  | 6 s 64      | Kiel   | 27 février 1971 |
| 110 m haies | 13 s 97     | Berlin | 22 juillet 1973 |